# Arco del Meloncello
L'Arco del Meloncello (pôrdg dal Mlunzèl in bolognese) è una struttura rococò del XVIII secolo a Bologna, che forma un portico pedonale sulla strada (da cui un arco). Fa parte del Portico di San Luca, un lungo porticato che ripara la passeggiata dall'Arco Bonaccorsi (presso porta Saragozza) al Santuario della Madonna di San Luca. Si trova  nella prima periferia occidentale della città, fuori dall'ultima cinta muraria.
L'arco risolveva il problema di un luogo in cui due strade si intersecavano ad angolo retto, e permetteva al traffico pedonale dei pellegrini di procedere ininterrottamente sopra la strada, via Saragozza. L'architetto Carlo Francesco Dotti vinse la commissione durante un concorso nel 1714 e realizzò l'allestimento scenografico dal 1721 al 1732 con l'aiuto di Francesco Galli Bibiena. Agli inizi del Novecento, su progetto curato da Tito Azzolini, l'arco fu rialzato di alcuni metri per consentire il passaggio di un treno sottostante.